# Fevers and Mirrors
Fevers and Mirrors är det tredje studioalbumet till det amerikanska indierock-bandet Bright Eyes från Nebraska. Albumet lanserades 2000.

## Låtlista
1. "A Spindle, a Darkness, a Fever and a Necklace" – 6:26
2. "A Scale, a Mirror and Those Indifferent Clocks" – 2:44
3. "The Calendar Hung Itself" – 3:55
4. "Something Vague" – 3:33
5. "The Movement of a Hand" – 4:02
6. "Arienette" – 3:45
7. "When the Curious Girl Realizes She Is Under Glass" – 2:40
8. "Haligh, Haligh, a Lie, Haligh – 4:43
9. "The Center of the World" – 4:43
10. "Sunrise, Sunset – 4:32
11. "An Attempt to Tip the Scales" – 8:29
12. "A Song to Pass the Time" – 5:30

(Alla låtar skrivna av Conor Oberst)

## Medverkande
- Conor Oberst – gitarr, sång, sampling, orgel, piano, percussion
- Mike Mogis – vibrafon, glockenspiel, piano, pedal steel guitar, elektronik, percussion, dulcimer, vibrafon, orgel, keyboard, mandolin, sampling
- Tim Kasher – dragspel
- Jiha Lee – flöjt, sång
- Andy LeMaster – basgitarr, gitarr, percussion, mellotron, sång, keyboard
- A. J. Mogis – piano
- Clint Schnase – trummor
- Todd Baechle – keyboard
- Joe Knapp – trummor, percussion
- Matt Maginn – basgitarr